# The Neanderthal Parallax
The Neanderthal Parallax este o trilogie de romane științifico-fantastice scrise de Robert J. Sawyer și publicate de editura Tor. Înfățișează efectele deschiderii unei conexiuni între două versiuni ale Pământului în universuri paralele diferite: lumea familiară cititorului și alta în care neandertalii  au devenit hominidul inteligent dominant. Diferențele sociale, spirituale și tehnologice dintre cele două lumi formează punctul central al trilogiei. 
Volumele trilogiei sunt Hominids (publicat în 2002), Humans (2003) și Hybrids (2003). Hominids a apărut pentru prima dată în foileton în Analog Science Fiction, a câștigat premiul Hugo 2003 pentru cel mai bun roman și a fost nominalizat la Premiul John W. Campbell memorial în același an; iar Humans  a fost finalist al premiului Hugo din 2004. În 2017, trilogia completă a primit  Premiul Aurora-Boréal.
Contactul inițial dintre cele două lumi are loc la Observatorul Sudbury Neutrino din Sudbury, Ontario, care este, de asemenea, locația unei unități de cercetare științifică în lumea Neandertalilor.

## Terminologie

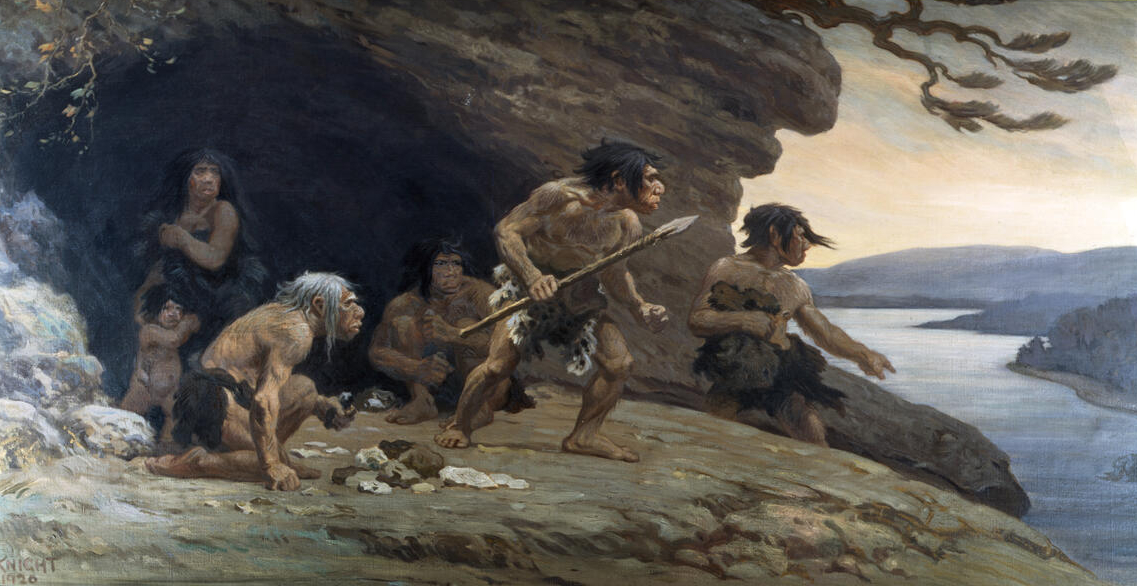
Reconstituire a unor Neandertalil (de Charles R. Knight, 1920)

Pe măsură ce cărțile se desfășoară, termenul uman este folosit pentru a se referi la ambele specii. Ambele specii sunt de acord să utilizeze cuvântul din lumea Neandertalilor- gliksin pentru membrii Homo sapiens și barast pentru membrii Homo neanderthalensis - pentru a face distincția între ei.

## Societatea Barast
Barastii (neandertalii) - sunt vânători-culegători dedicați și nu au dezvoltat niciodată agricultura. În ciuda acestui fapt, ei sunt foarte avansați tehnologic, dețin computere cuantice, elicoptere, comunicații și instrumente biologice de înregistrare. Ei trăiesc în armonie cu mediul lor, folosind energie curată, au locuințe și o populație constantă. Măsoară perioadele lungi de timp în luni, nu în ani. Populația totală barast este mult mai mică, numărând doar 185 de milioane de persoane la nivel mondial, comparativ cu cei 6 miliarde de gliksini (de oameni). 

### Viață de familie
Datorită simțului lor avansat al mirosului, barastii sunt foarte sensibili la feromoni. În consecință, femeile și bărbații trăiesc în comunități separate timp de 25 din 29 de zile. Cele patru zile în care se reunesc - cunoscute ca doi devin unul - sunt cauza unei sărbători și a unei sărbători lunare. Toate femeile barast au cicluri menstruale sincronizate, iar perioadele de întâlnire sunt stabilite astfel încât concepția să fie improbabilă - excepție la fiecare 10 ani, când o altă generație este concepută intenționat. Generațiile cresc astfel în cicluri sincronizate, de zece ani; niciun barast nu trebuie să-și precizeze vârsta întrucât pur și simplu spune care este generația sa (dacă aceasta nu este pur și simplu dedusă din aparența lui). 
Toți copiii trăiesc cu mamele lor până la vârsta de zece ani; băieții merg apoi să trăiască cu tații lor. Copiii rămân alături de părinții lor adecvați până la vârsta aproximativă de 18 ani. În ciuda acestei separări de sexe, barastii consideră neadecvată ideea de a considera un sex mai bun decât celălalt (femeile lor nu au niciun dezavantaj fizic când sunt însărcinate). Separarea este un act voluntar și cultural, iar oamenii de ambele sexe sunt liberi să meargă acolo unde celălalt trăiește în orice moment, dar consideră că este un disconfort fizic și social să facă acest lucru atunci când doi nu este unul. Totuși, facilitățile și stilurile de viață sunt pe deplin și cu adevărat „separate, dar egale” în societatea barast, iar în rarele cazuri în care este prea dificil sau scump să facă acest lucru (de exemplu, în clădirile științifice la scară largă), această separare este ignorată fără niciun incident. 
În timp ce cuplurile de sex opus formează legături pe termen lung asemănătoare căsătoriei, același lucru este valabil și restul lunii. Toți barastii s-ar considera bisexuali prin definiția gliksin; ei formează legături de același sex în timp ce doi nu sunt unul. Astfel, fiecare adult care alege, indiferent de sexul lui, are un bărbat-partener și o femeie-pereche; unul pentru procreare și genetica de bază a familiei, celălalt pentru companie și o unitate de bază familială atunci când partenerul de sex opus nu este prezent. Familiile mai mari, care se împletesc, adaugă coeziune societății barast. 

### Guvern și justiție
Lumea barast are o singură ierarhie guvernamentală: fiecare regiune a globului este guvernată de un Consiliu Gri local; fiecare la rândul lor răspund în fața Înaltului Consiliu Gri, guvernul mondial. 
Cu aproximativ opt decenii înainte de perioada romanelor, implanturi însoțitoare au fost perfecționate și date tuturor. Acestea sunt dispozitive complete de înregistrare și transmisie, montate în antebrațul fiecărei persoane. Întreaga lor viață este monitorizată și trimisă în arhiva lor alibi, un depozit de înregistrări care sunt accesibile doar de către proprietarul lor sau de către autoritățile corespunzătoare atunci când investighează o infracțiune, iar în ultimul caz, numai în circumstanțe relevante pentru o anchetă. Înregistrările sunt păstrate după moarte; nu este clar care este motivul și în ce circumstanțe și cine poate accesa arhiva unei persoane decedate. 
Orice infracțiune gravă are o singură pedeapsă: castrarea infractorului și a tuturor celorlalți care împărtășesc cel puțin jumătate din genele sale (părinți, frați și copii). Această practică eugenică servește pentru a păstra orice elemente nedorite în afara bazinului de gene fără a pedepsi sever un infractor, dincolo de pierderea moștenirii sale genetice. 
Drept urmare, crimele grave de aproape orice fel sunt practic necunoscute în lumea barast. Excepție fac crimele sexuale comise de un partener. Deoarece pedeapsa pentru astfel de infracțiuni, cum ar fi abuzul soției, ar include castrarea propriilor copii ai reclamantului, aceste infracțiuni sunt raportate foarte rar. În timp ce divorțul barast este, în general, o simplă problemă de a decide și de a declara că nu mai vrei să fii cu o anumită persoană, cei din astfel de relații se găsesc prinși, deoarece eliberarea partenerului pentru a căuta un nou partener deschide posibilitatea ca noul partener să raporteze activitatea violentă. 
Deoarece puterea fizică barast  este mult mai mare decât cea gliksin, orice violență fizică între ei duce aproape sigur la moarte sau răni grave. Astfel, nu au niciun sport de confruntare fizică directă și arte marțiale (și din cauză că ei nu cred în conflicte; au avut un singur război în istoria lor recentă, pierderea a 83 de persoane fiind considerată o tragedie oribilă). Orice violență fizică, dacă este raportată, duce la impunerea imediată a castrării. Totuși, deoarece pedeapsa este atât de severă, aceste incidente nu sunt întotdeauna raportate oficial, iar în cazul în care partea vătămată este dispusă să ierte, iar agresorul beneficiază de consiliere pentru gestionarea mâniei, un incident poate rămâne nepedepsit. Totuși, un astfel de incident este admisibil într-o ședință legală viitoare ca dovadă a unei dispoziții prealabile la violență. 

### Mediu înconjurător
Nivelurile scăzute ale populației și absența unei agriculturi pe scară largă semnifică că există multe specii care sunt dispărute în versiunea gliksin a Pământului. Acestea includ nu numai păsările, cum ar fi porumbelul pasager, dar și megafauna, cum ar fi mamutul lânos. De asemenea, pădurile sunt mult mai extinse deoarece nu a fost nevoie să fie tăiate pe scară largă. Barastii au domesticit lupii ca însoțitori, dar nu i-au crescut în numeroasele soiuri ale câinelui domestic. Un gliksin se poate teme atunci când vede un câine barast, considerându-l un lup sălbatic. Un barast, văzând un câine gliksin, cum ar fi un dachshund, poate să se întrebe dacă creatura este cu adevărat un câine. 
Populația barast nu s-a răspândit în zone mari ale lumii lor decât după ce au atins un nivel ridicat de civilizație. Într-o scenă un strămoș gliksin și un strămoș barast  privesc Mediterana; strămoșul gliksin pornește cu nerăbdare să exploreze noul loc, necunoscut, în timp ce strămoșul barast îi notează existența și se duce acasă. Acest lucru este în concordanță cu stilul lui de viață vânător-culegător, care favorizează niveluri ridicate de cunoștințe cu privire la pământ și migrație scăzută, inclusiv evitarea generală a pericolului. De asemenea, se menționează că barastii sunt în mod natural cu o inteligență mai mare decât gliksinii, IQ-ul mediu fiind cu 10% mai mare înaintea unei campanii eugenice de mai multe generații, timp în care cei mai puțin inteligenți 10% au fost sterilizați în mod voluntar pentru a crește inteligența speciei (nu există date comparative după această campanie eugenică). Se consideră că această diferență este un motiv suplimentar pentru apariția mai mică a evenimentelor de dispariție: datorită inteligenței lor superioare, barastii au reușit să înțeleagă mult mai repede  în istoria lor că supra-vânătoarea va epuiza o specie. 
Clima din lumea barast  este, de asemenea, ceva mai rece, din cauza lipsei gazelor cu efect de seră în comparație cu Pământul gliksinilor. Barastii nu sunt la fel de rezistenți la căldură ca gliksinii, probabil pentru că au evoluat pe un Pământ mai rece și, de asemenea, datorită masei lor musculare mai mari. Drept urmare, regiunile tropicale ale Pământului lor sunt la fel de subpopulate ca și regiunile polare de pe Pământul gliksinilor. O caracteristică semnificativă a trilogiei este starea câmpului magnetic al Pământului. În lumea barast, o inversare a polarității a avut loc cu puțin timp înainte de începerea romanelor și nu a provocat niciun prejudiciu vizibil.  

### Limba
Cu ajutorul dispozitivelor de comunicare asistate de calculator, cititorii pot vedea doar o imagine a limbajului barast. Expresia basadlarm dooslarm se referă la ceva precum o audiere preliminară judiciară, cu traducere literală: „a cere puțin înainte de a cere mai mult”. Expresia Dusble korbul to kalbtadu este tradusă ca „Într-o instalație de calcul cuantic”. Limba Barast este redată în engleză atunci când acțiunea are loc în lumea barast.  

### Economie
Barast nu are o economie monetară. Fiecăruia i se oferă ceea ce are nevoie atunci când are nevoie și, la rândul său, este de așteptat să lucreze la furnizarea unei „contribuții” semnificative pentru societate. Niciun barast nu ar visa vreodată să încerce să ia mai mult decât are nevoie de la societate și, din cauza populației lor stabile, nu există probleme cu deficitul (nivelul populației a fost stabilizat pentru a preveni apariția acestor probleme) . 

### Medicină
Medicina Barast a devenit în mare parte automatizată, iar majoritatea medicilor, în afară de cei care dau primul ajutor (și cu excepția cercetătorilor), pur și simplu operează și întrețin această tehnologie. Această tehnologie este foarte robustă și poate fi adaptată la fiziologia Gliksin destul de repede după contact. 
În loc să folosească anestezia pentru intervenții chirurgicale, această tehnologie folosește blocaje neuronale directe pentru a tăia semnalele de la orice parte a corpului care este operată în timp ce operația este efectuată sub ochii medicului și ai pacientului care este operat. Barast nu găsește în niciun caz acest lucru deranjant, care ar teroriza un Gliksin, deoarece, întrucât sunt încă o civilizație complet compusă din vânători activi, au fost expuși unor astfel de scene încă din copilărie.

### Religie
Ei nu au nicio religie și niciun concept de religie. Acest lucru nu se datorează necredinței sau ateismului mondial. Ei nu au avut niciodată o religie și nu sunt capabili fizic să creadă într-un zeu sau zei sau să aibă experiențe religioase datorită structurii creierului lor. Înainte de contactul dintre gliksini și barasti, ultimii nu aveau niciun concept de Creator; de viață după moarte sau despre suflet. Ei nu înțeleg cum gliksinii pot crede în poveștile pe care le spun religiile lor și sunt uneori frustrați de insistența gliksină a adevărului credințelor lor. Totuși, barastii acceptă religia ca parte a ceea ce sunt gliksinii. Barastii nu cred, de asemenea, că universul a avut un început și nu aderă la teoria Big Bang. În schimb, ei cred că universul a existat întotdeauna și pot indica dovezi științifice și o teorie verificată pentru a susține această credință. Ei cred că teoriile gliksin referitoare la o origine a universului există datorită faptului că gliksinii trebuie să creadă într-un creator și, deci, într-un început, lucru care alterează știința gliksin. Povestea se încheie înainte de a începe orice amestecare și preluare rațională pe scară largă a științei celor două rase, astfel încât rezultatul final al comparației detaliate între aceste puncte de vedere nu este cunoscut.